# Gouvernement Halvorsen II
Blehr II Berge
Le Gouvernement Halvorsen II est un gouvernement norvégien ayant dirigé la Norvège du 6 mars au 23 mai 1923. Le gouvernement est formé d'une coalition entre le Parti conservateur et le parti libéral Frisinnede Venstre. Le gouvernement est dissous avec la mort du Premier ministre le 23 mai. C'est le Ministre des Affaires étrangères, Christian Fredrik Michelet, qui assure l'intérim jusqu'à la formation du gouvernement d'Abraham Berge le 30 mai 1923.
| Ministère                                  | Nom                        | Parti |
| ------------------------------------------ | -------------------------- | ----- |
| Premier Ministre et Ministre de la Justice | Otto Bahr Halvorsen        | H     |
| Ministre des Affaires étrangères           | Christian Fredrik Michelet | H     |
| Ministre des Finances                      | Abraham Berge              | FrV   |
| Ministre de l'Agriculture                  | Anders Venger              | H     |
| Ministre du culte                          | Ivar B. Sælen              | H     |
| Ministre de la Défense                     | Karl Wilhelm Wefring       | FrV   |
| Ministre des Affaires sociales             | Odd Klingenberg            | H     |
| Ministre du Commerce                       | Johan Rye Holmboe          | FrV   |
| Ministre du Travail                        | Cornelius Middelthon       | H     |